# Liste der Kulturdenkmale in Wittighausen

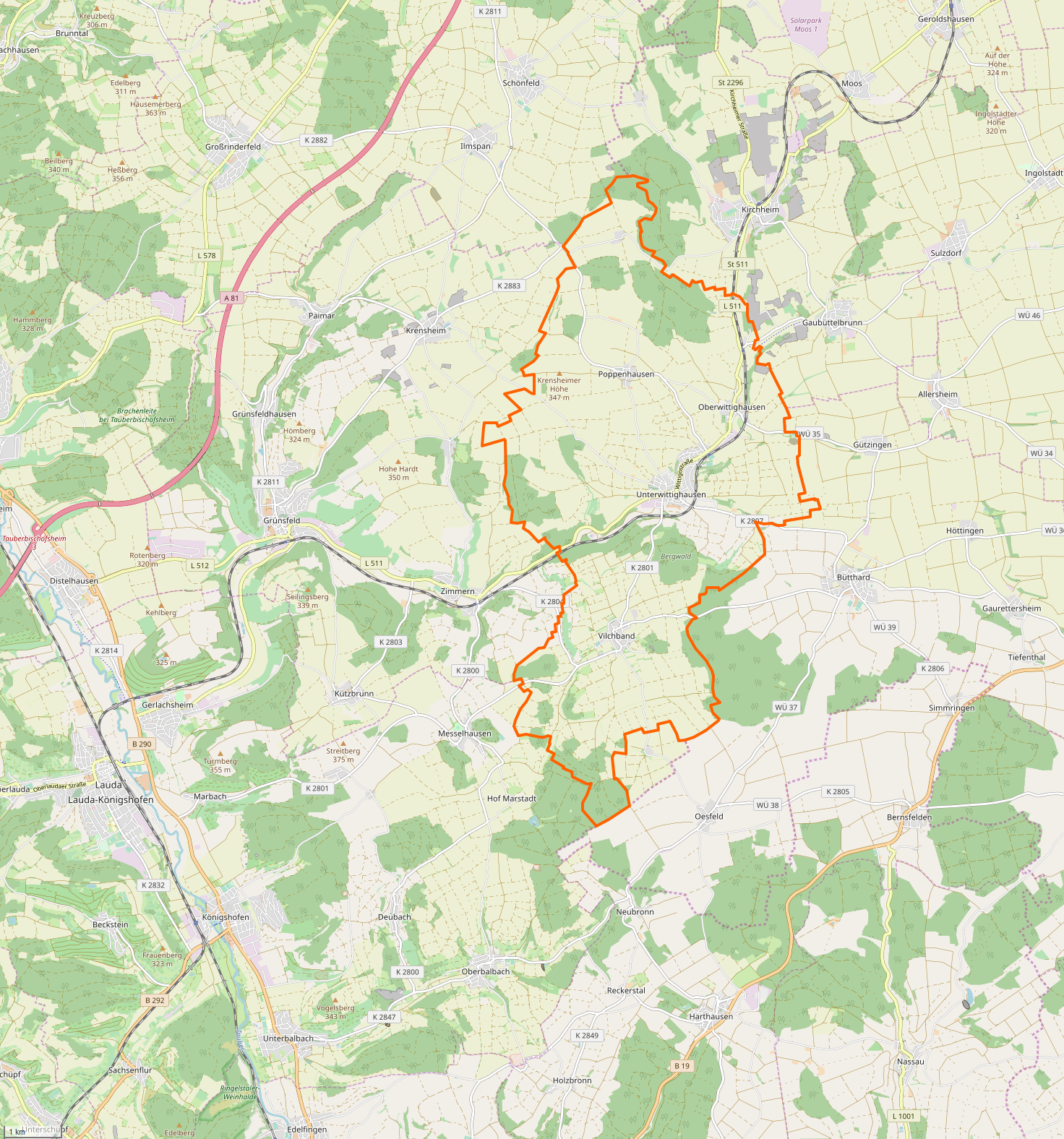
Gemarkung und Lage der Gemeinde Wittighausen

Wappen der Gemeinde Wittighausen

In der Liste der Kulturdenkmale in Wittighausen sind unbewegliche Bau- und Kunstdenkmale aller Gemeindeteile von Wittighausen aufgeführt (Oberwittighausen mit dem Dorf Oberwittighausen und den Häusern Haltestelle Gaubüttelbrunn und Grenzenmühle, Poppenhausen mit dem Dorf Poppenhausen und dem Weiler Hof Lilach, Unterwittighausen mit dem Dorf Unterwittighausen und den Häusern Langenmühle, Neumühle (Kasparmühle) und Bahnstation Wittighausen und Vilchband). Grundlage für diese Liste ist die vom Regierungspräsidium Stuttgart herausgegebene Liste der Bau- und Kunstdenkmale mit Stand vom 15. Februar 2012.
Der Artikel ist Teil der übergeordneten Liste der Kulturdenkmale im Main-Tauber-Kreis. Diese Liste ist nicht rechtsverbindlich. Eine rechtsverbindliche Auskunft ist lediglich auf Anfrage bei der Unteren Denkmalschutzbehörde der Gemeinde Wittighausen erhältlich.
Kleindenkmale wie beispielsweise Bildstöcke, Statuen und Wegkreuze blieben im Gemeindegebiet zahlreich erhalten. Der Grund liegt in der seit dem Mittelalter durchgehend landwirtschaftlichen Struktur. Es kam in der Neuzeit zu keiner Verdichtung von Siedlung und Industrie wie in den Ballungsgebieten, so dass diese Kulturdenkmale im Freiland weitgehend erhalten blieben.

## Allgemein
- Bild: Zeigt ein ausgewähltes Bild aus Commons, „Weitere Bilder“ verweist auf die Bilder im Medienarchiv Wikimedia Commons.
- Bezeichnung: Nennt den Namen, die Bezeichnung oder die Art des Kulturdenkmals.
- Lage: Straßenname und Hausnummer oder Flurstücknummer des Kulturdenkmals, gegebenenfalls auch den Ortsteil. Die Grundsortierung der Liste erfolgt nach dieser Adresse. Der Link (Karte) führt zu verschiedenen Kartendiensten mit der Position des Kulturdenkmals. Fehlt dieser Link, wurden die Koordinaten noch nicht eingetragen. Sind diese bekannt, können sie über ein Tool mit einer Kartenansicht einfach nachgetragen werden. In dieser Kartenansicht sind Kulturdenkmale ohne Koordinaten mit einem roten bzw. orangen Marker dargestellt und können durch Verschieben auf die richtige Position in der Karte mit Koordinaten versehen werden. Kulturdenkmale ohne Bild sind an einem blauen bzw. roten Marker erkennbar.
- Datierung: Baubeginn, Fertigstellung, Datum der Erstnennung oder grobe zeitliche Einordnung entsprechend des Eintrags in der zuständigen Denkmaldatenbank (Landesamt für Denkmalpflege Baden-Württemberg).
- Beschreibung: Kurzcharakteristik des Kulturdenkmals.

## Bau-, Kunst- und Kulturdenkmale der Gemeinde Wittighausen

### Oberwittighausen
Bau-, Kunst- und Kulturdenkmale in Oberwittighausen mit dem Dorf Oberwittighausen (⊙) und den Wohnplätzen Haltestelle Gaubüttelbrunn (⊙), Grenzenmühle (⊙) und Ihmet (⊙):
| Bild | Bezeichnung      | Lage                                                                                         | Datierung   | Beschreibung | ID |
| ---- | ---------------- | -------------------------------------------------------------------------------------------- | ----------- | --- | -- |
|      | Lagerhaus        | Am Katzenstein 4 (Karte)                                                                     | 1923/24     | Kulturdenkmal (Oberwittighausen): Freistehender Massivbau mit Krüppelwalm-Mansarddach und hohen Dachaufbauten, 1923/24 erbaut. |    |
|      | Mauer            | Badener Straße 9 (hinter) (Karte)                                                            |             | Kulturdenkmal (Oberwittighausen): Ettermauer |    |
|      | Bahnwärterhaus   | Am Wengert 1 (Karte)                                                                         | 1863        | Kulturdenkmal (Oberwittighausen): Verputzter Massivbau, Satteldach mit Überstand, 1863, an der Strecke Lauda-Würzburg. |    |
|      | Kruzifix         | An der Kirchheimer Straße (Gewann) (Karte)                                                   | 1882        | Kleindenkmal Nr. 31 (Oberwittighausen): Kruzifix mit trauernder Muttergottes am Kreuzfuß, 1882 bez. |    |
|      | Kruzifix         | An der Straße (Gewann) (Karte)                                                               | 1910/20     | Kleindenkmal Nr. 30 (Oberwittighausen): Kruzifix über neubarockem Sockel |    |
|      | Bildstock        | Bei der Mühle (Gewann)/ Himmelreich (Gewann) (Flst.Nr. 2.441) (Karte)                        | 1788        | Kleindenkmal Nr. 02 (Oberwittighausen): Bildstock mit Marienkrönung, 1788 bez. |    |
|      | Bildstock        | Gaubüttelbrunner Straße (bei der Eulenmühle) (Karte)                                         | 1829        | Kleindenkmal Nr. 11 (Oberwittighausen): Doppelseitiger Bildstock, eine Seite mit Relief der Muttergottes mit Hl. Dreifaltigkeit, andere Seite Darstellung einer Pietà, 1829 bez.                                                                                                  |    |
|      | Bildstock        | Grombühlweg/ Bayernstraße K 2808 nach Gützigen neben dem Wittigbach (Flst.Nr. 2.050) (Karte) | 18. Jh.     | Kleindenkmal Nr. 04 (Oberwittighausen): Bildstock mit Geißelung, 18. Jahrhundert |    |
|      | Holzkreuz        | Kapellenberg (Karte)                                                                         |             | Kleindenkmal Nr. 10 (Oberwittighausen): Holzkreuz vor der Sigismundkapelle |    |
|      | Bildstock        | Kapellenberg 11 (Flst.Nr. 2.242) (Karte)                                                     | 1745        | Kleindenkmal Nr. 06 (Oberwittighausen): Unglücksbildstock mit Marienkrönung, 1745 bez. |    |
|      | Wohnhaus         | Kapellenberg 8 (Karte)                                                                       | 1845        | Kulturdenkmal (Oberwittighausen): Wohnhaus. Massivbau mit Walmdach, Freitreppe, Eingang mit Windfang und Wappenstein. Ecklisenen und Bogenfries, 1845 bez. |    |
|      | Sigismundkapelle | Kapellenberg 20 (Karte)                                                                      | 1200        | Kulturdenkmal (Oberwittighausen): St.-Sigismund-Kapelle; Romanischer Achteckbau mit reichem Portal, um 1200, dazugehörige Kirchhofmauer. |    |
|      | Bildstock        | Katzenstein (Karte)                                                                          | 1611        | Kleindenkmal Nr. 14 (Oberwittighausen): Bildstock mit Kreuzgruppe, 18./19. Jahrhundert (1611 datiert) |    |
|      | Bildstock        | Krautäcker (Gewann) K 2808 nach Gützingen (Flst.Nr. 2.481) (Karte)                           | 1874        | Kleindenkmal Nr. 01 (Oberwittighausen): Doppelbildstock mit Pietà und 14 Nothelfer, 1874 bez. |    |
|      | Steinstatue      | Kapellenberg 2 (Karte)                                                                       | 18./19. Jh. | Kleindenkmal Nr. 09 (Oberwittighausen): Marienstatue in Steinische | BW |
|      | Brunnenstock     | Ringstraße 3 (gegenüber) (Karte)                                                             | 19. Jh.     | Kleindenkmal Nr. 40 (Oberwittighausen): Gusseiserner Brunnenstock mit Schale, 19. Jahrhundert. Siehe auch das ähnliche Kleindenkmal Nr. 39, einen weiteren gusseisernen Brunnenstock.                                                                                             |    |
|      | Bildstock        | Ringstraße 4 (Karte)                                                                         | 1626        | Kleindenkmal Nr. 20 (Oberwittighausen): Bildstock mit Kreuztragung, 1626 bez. |    |
|      | Wohnhaus         | Ringstraße 13 (Karte)                                                                        | 1888        | Kulturdenkmal (Oberwittighausen): Gehöft. Giebelständiger Fachwerkbau mit Krüppelwalm, reich geschnitztem Türblatt, Anfang 19. Jahrhundert, davor Mariensäule, 1888 bez. |    |
|      | Bildstock        | Ringstraße 14 (Flst.Nr. 2.013) (Karte)                                                       | 19. Jh.     | Kleindenkmal Nr. 03 (Oberwittighausen): Neugotischer Bildstock mit Kreuzgruppe, 19. Jahrhundert |    |
|      | St. Ägidius      | Ringstraße 22 (Karte)                                                                        | 1785        | Kulturdenkmal (Oberwittighausen): Katholische Kirche St. Ägidius. Barocker Saalbau mit Eingangsturm und eingezogenem polygonalem Chor. 1785 durchgreifend erneuert. |    |
|      | Figur            | Frankenstraße 1 (Flst.Nr. 4) (Karte)                                                         | 18. Jh.     | Kleindenkmal Nr. 05 (Oberwittighausen): Figur an Hausfassade. Eingemauerte Bildstocktafel mit Kreuzigungsgruppe 18. Jahrhundert | BW |
|      | Bildstock        | Gemeindeverbindungsweg nach Poppenhausen (Flst.Nr. 2.251) (Karte)                            | 1712        | Kleindenkmal Nr. 07 (Oberwittighausen): Bildstock mit moderner Pieta 1712 |    |
|      | Bildstock        | Holzweg Richtung Wald (Karte)                                                                |             | Kleindenkmal Nr. 08 (Oberwittighausen): Bildstock Dreifaltigkeit „Gnadenstuhl“ | BW |
|      | Figur            | Kapellenweg 2 (Karte)                                                                        |             | Kleindenkmal Nr. 15 (Oberwittighausen): Madonna mit Kind überdacht Schmiedeeiserner Ausleger | BW |
|      | Bildstock        | Richtung Kirchheim, Über Bachbrücke neben Bachrand (Karte)                                   |             | Kleindenkmal Nr. 12 (Oberwittighausen): Bildstock Dreifaltigkeit | BW |
|      | Bildstock        | Wassberg (Gewann) (Karte)                                                                    | 1891        | Kleindenkmal Nr. 13 (Oberwittighausen): Neugotischer Bildstock 14 mit Nothelfern 1891, 19. Jahrhundert (1891 bez.), Inschrift: ZU EHREN DER 14 HL. NOTHELFER HAT Gg. SCHMITT BÜRGERMEISTER DIESES BILD LASSEN 1891.                                                               |    |
|      | Figur            | Ringstraße 9 (Karte)                                                                         |             | Kleindenkmal Nr. 16 (Oberwittighausen): Heilige(Antonius)mit Strahlenkranz und Blume oder Zweig in der Hand | BW |
|      | Figur            | Ringstraße 3 (Karte)                                                                         |             | Kleindenkmal Nr. 17 (Oberwittighausen): Tabernakel-Heiligennieche mit Christusstatue 18./19. Jahrhundert | BW |
|      | Figur            | Ringstraße 8 (Karte)                                                                         |             | Kleindenkmal Nr. 18 (Oberwittighausen):Figur an Hausfassade, Inschrift: Halt o Mutter deine Hand über uns in Frankenland | BW |
|      | Figur            | Ringstraße 2 (Karte)                                                                         |             | Kleindenkmal Nr. 19 (Oberwittighausen): Madonna im Strahlenkranz | BW |
|      | Figur            | Ringstraße 15 (Karte)                                                                        |             | Kleindenkmal Nr. 21 (Oberwittighausen): Pieta | BW |
|      | Figur            | Kapellenberg 5 (Karte)                                                                       |             | Kleindenkmal Nr. 22 (Oberwittighausen): Madonna mit Kind | BW |
|      | Figur            | Ringstraße 11 (Karte)                                                                        |             | Kleindenkmal Nr. 23 (Oberwittighausen): Heiliger Wendelin | BW |
|      |                  |                                                                                              |             | Kleindenkmal Nr. 24 (Oberwittighausen): |    |
|      |                  |                                                                                              |             | Kleindenkmal Nr. 25 (Oberwittighausen): |    |
|      | Bildstock        | Ringstraße 13 (Karte)                                                                        |             | Kleindenkmal Nr. 26 (Oberwittighausen): Mariensäule, Inschrift: Errichtet von Georg Schmitt und seiner Ehefrau Apolonia 1888 | BW |
|      | Bildstock        | Am Friedhof (Karte)                                                                          |             | Kleindenkmal Nr. 27 (Oberwittighausen): Madonnenstatue, Inschrift: O heilige Jungfrau Maria Du unsere Zuflucht bitte für uns | BW |
|      | Bildstock        | Bayernstraße 2 (Karte)                                                                       |             | Kleindenkmal Nr. 28 (Oberwittighausen): Christusfigur, Inschrift: Süßestes Herz Jesu sei unsere Liebe | BW |
|      | Lourdesgrotte    | Kapellenberg (Karte)                                                                         |             | Kleindenkmal Nr. 29 (Oberwittighausen): Lourdesgrotte | BW |
|      | Sühnekreuz       | Kapellenberg unterhalb der Sigismundkapelle (Karte)                                          |             | Kleindenkmal Nr. 32 (Oberwittighausen): Sühnekreuz mittelalterlich. | BW |
|      | Kriegerdenkmal   | Anlage neben der Kirche (Karte)                                                              |             | Kleindenkmal Nr. 33 (Oberwittighausen): Kriegerdenkmal. An der Kirche St. Ägidius befindet sich das Kriegerdenkmal. Vor einer Steinwand stehen zwei quadratische Säulen mit den Jahreszahlen 1914-1918, 1939-1945. An der Wand ein Mahnspruch sowie zwei Namensplatten aus Stein. | BW |
|      | Gedenktafel      | Anlage neben der Kirche (Karte)                                                              |             | Kleindenkmal Nr. 34 (Oberwittighausen): Tafel gefallener Soldaten des 1. u 2. Weltkriegs. | BW |
|      |                  |                                                                                              |             | Kleindenkmal Nr. 35 (Oberwittighausen): |    |
|      |                  |                                                                                              |             | Kleindenkmal Nr. 36 (Oberwittighausen): |    |
|      |                  |                                                                                              |             | Kleindenkmal Nr. 37 (Oberwittighausen): |    |
|      |                  |                                                                                              |             | Kleindenkmal Nr. 38 (Oberwittighausen): |    |
|      | Brunnen          | Frankenstraße 2 (Karte)                                                                      |             | Kleindenkmal Nr. 39 (Oberwittighausen): Gusseiserner Brunnenstock. Siehe auch das ähnliche Kleindenkmal Nr. 40, einen weiteren gusseisernen Brunnenstock. | BW |
|      |                  |                                                                                              |             | Kleindenkmal Nr. 41 (Oberwittighausen): |    |
|      |                  |                                                                                              |             | Kleindenkmal Nr. 42 (Oberwittighausen): |    |
|      |                  |                                                                                              |             | Kleindenkmal Nr. 43 (Oberwittighausen): |    |
|      |                  |                                                                                              |             | Kleindenkmal Nr. 44 (Oberwittighausen): |    |
|      |                  |                                                                                              |             | Kleindenkmal Nr. 45 (Oberwittighausen): |    |
|      | Figur            | Am tiefen Weg 3 (Karte)                                                                      |             | Kleindenkmal Nr. 46 (Oberwittighausen): Figur an Hausfassade. Madonna mit Krone und Zepter, Jesuskind mit Weltkugel. | BW |

### Poppenhausen
Bau-, Kunst- und Kulturdenkmale in Poppenhausen mit dem Dorf Poppenhausen (⊙), dem Weiler Hof Lilach (⊙) und dem Wohnplatz Siedlung (⊙):
| Bild           | Bezeichnung                    | Lage                                                                   | Datierung   | Beschreibung | ID |
| -------------- | ------------------------------ | ---------------------------------------------------------------------- | ----------- | --- | -- |
|                | Torpfosten                     | Freidorfstraße 4 (Flst.Nr. 12) (Karte)                                 | 1838        | Kleindenkmal Nr. 16 (Poppenhausen): Reiche Torpfosten, 1838 bez. |    |
|                | Bildstock                      | Freidorfstraße 6 (Flst.Nr. 40) (Karte)                                 | 1800        | Kleindenkmal Nr. 02 (Poppenhausen): Doppelbildstock mit Marienkrönung und 14 Nothelfern, um 1800, gegenüber Freidorfstraße 6 |    |
|                | Wohnhaus                       | Freidorfstraße 12 (Flst.Nr. 14) (Karte)                                | 1814        | Kulturdenkmal (Poppenhausen): Wohnhaus, teilweise verschieferter Fachwerkbau mit Krüppelwalm. Reich verzierte Hofeinfahrt, 1814 bez. |    |
|                | Bildstock                      | Freidorfstraße 12 (Flst.Nr. 14) (Karte)                                | 1783        | Kleindenkmal Nr. 01 (Poppenhausen): Bildstock mit Hl. Familie/Wandel, 1783 bez., gegenüber Freidorfstraße 12 |    |
|                | Wohnhaus, Figur an Hausfassade | Freidorfstraße 14 (Flst.Nr. 10) (Karte)                                | 18./19. Jh. | Kleindenkmal Nr. 06 (Poppenhausen): Giebelständiger Putzbau mit Krüppelwalm-Mansarddach. Gesimsbänder. Heiligennische mit Pietà (Figur an Hausfassade). 18./19. Jahrhundert |    |
| Weitere Bilder | St. Martin                     | Freidorfstraße 16 (Nr. 4) (Karte)                                      | 12. Jh.     | Kleindenkmal Nr. 18 (Poppenhausen): Katholische Kirche St. Martin. Stark veränderte romanische Kirche mit gerundeter Apsis, romanisches Rundbogenportal, 12. Jahrhundert, 1921 bis 1924 neuromanisch erweitert und nach Norden ausgerichtet.                                                                                            |    |
|                | 2 Wohnhäuser                   | Freidorfstraße 18, 20 (Flst.Nr. 1) (Karte)                             | 1900        | Kleindenkmal Nr. 17 (Poppenhausen): 2 Wohnhäuser. Teilweise verschindelter Putzbau mit Halbwalm und rundbogigen Fenstern. Seitliche Freitreppe mit Vordach auf geschnitzten Pfosten, um 1900. |    |
|                | Steinkreuz                     | neben Freidorfstraße 19 (Flst.Nr. 96) (Karte)                          | 1907        | Kleindenkmal Nr. 14 (Poppenhausen): Steinkreuz, Roter Sandstein. Kruzifix mit trauernder Muttergottes am Kreuzfuß (Kreuzgruppe), 1907 bez., renoviert 2012. Ortsausfahrt K 2882 Richtung Krensheim, Abzw. Krensheimer Pfad. |    |
|                | Bildstock                      | Gemeindeverbindungsstraße nach Oberwittighausen (Flst.Nr. 212) (Karte) | 1768        | Kleindenkmal Nr. 03 (Poppenhausen): Bildstock Hl. Familie, 1768 bez. |    |
| Weitere Bilder | Hofkapelle                     | Hof Lilach 3 (Flst.Nr. 291) (Karte)                                    | 1864        | Kleindenkmal Nr. 19 (Poppenhausen): Hofkapelle, schlichter Massivbau mit seitlich angebauter Lourdesgrotte, von 1864. Im neuromanischen Stil erbaute Kapelle. Im Inneren befindet sich die Kopie einer um 1520 entstandenen Pieta aus der Werkstatt von Tilmann Riemenschneider, die einst in Hof Lilach stand und 1926 verkauft wurde. |    |
| Weitere Bilder | Kreuzkapelle                   | Waldrand Richtung Ilmspan (Flst.Nr. 3.689) (Karte)                     | 1877/78     | Kleindenkmal Nr. 21 (Poppenhausen): Kreuzkapelle. Von 1877/78, im neuromanischen Stil erbaute Kapelle, zu Ehren des gekreuzigten Heilandes, an einem Waldrand in Richtung Ilmspan gelegen. |    |
|                | Bildstock                      | Im Zollstock (Gewann) (Flst.Nr. 392) (Karte)                           | 16. Jh.     | Kleindenkmal Nr. 20 (Poppenhausen): Tabernakelbildstock mit Kreuzbekrönung. An der alten Straße, Gewann im Zollstock, Hof Lilach. Muschelkalk. Dieser Nischen-Bildstock ist einer der ältesten der Gesamtgemeinde. |    |
|                |                                |                                                                        |             | Kleindenkmal Nr. 04 (Poppenhausen): |    |
|                | Figur                          | Freidorfstraße 18 (Flst.Nr. 1) (Karte)                                 |             | Kleindenkmal Nr. 05 (Poppenhausen): Hausheilige, kl. Madonna an Hausecke auf rotem Sandsteinsockel | BW |
|                | Hausheilige                    | Freidorfstraße 18 (Flst.Nr. 1) (Karte)                                 |             | Kleindenkmal Nr. 07 (Poppenhausen):Hausheilige Marie mit Sternenkranz | BW |
|                | Hausheilige                    | Freidorfstraße 4 (Flst.Nr. 12) (Karte)                                 |             | Kleindenkmal Nr. 08 (Poppenhausen): Hausheilige Lourdesmadonna | BW |
|                | Hausheilige                    | Alte Wittighäuser Straße (Flst.Nr. 43) (Karte)                         |             | Kleindenkmal Nr. 09 (Poppenhausen): Hausheilige Herz-Jesu-Statue | BW |
|                | Hausheilige                    | Freidorfstraße Kreuzung Alte Wittighäuser Straße (Flst.Nr. 0) (Karte)  |             | Kleindenkmal Nr. 10 (Poppenhausen): Leere Nische | BW |
|                | Hausheilige                    | Freidorfstraße Kreuzung Alte Wittighäuser Straße (Flst.Nr. 46) (Karte) |             | Kleindenkmal Nr. 11 (Poppenhausen): Leere Nische | BW |
|                | Hausheilige                    | Alte Wittighäuser Straße (Flst.Nr. 46) (Karte)                         |             | Kleindenkmal Nr. 12 (Poppenhausen): Leere Nische | BW |
|                | Madonna                        | Rechts von Kirche (Flst.Nr. 4) (Karte)                                 |             | Kleindenkmal Nr. 13 (Poppenhausen): Schutzmantelmadonnenskulptur | BW |
| Weitere Bilder | Wegmarkierungsstein            | Dorfende Richtung Krensheim (Flst.Nr. 193) (Karte)                     |             | Kulturdenkmal Nr. 15 (Poppenhausen): Wegmarkierungsstein |    |
|                | Altes Haus                     | Freidorfstraße Kreuzung Alte Wittighäuser Straße (Flst.Nr. 27) (Karte) |             | Kleindenkmal Nr. 22 (Poppenhausen): Altes Haus, jetzt Gemeindehaus. | BW |
|                | Wegmarkierungsstein            | (Flst.Nr. 56) (Karte)                                                  |             | Kleindenkmal Nr. 23 (Poppenhausen): Wegmarkierungsstein (1/2) | BW |
|                | Wegmarkierungsstein            | (Flst.Nr. 56) (Karte)                                                  |             | Kleindenkmal Nr. 24 (Poppenhausen): Wegmarkierungsstein (2/2) | BW |
|                | Hausheilige                    | Rückseite Scheune, bei Freidorfstraße (Flst.Nr. 1) (Karte)             |             | Kleindenkmal Nr. 25 (Poppenhausen): Hausheilige Herz-Jesu-Statue | BW |
|                | Hausheilige                    | Freidorfstraße 19 (Flst.Nr. 21) (Karte)                                |             | Kleindenkmal Nr. 26 (Poppenhausen): Hausheiliger Heiliger Wendelin | BW |
|                | Hausheilige                    | Freidorfstraße 19 (Flst.Nr. 21) (Karte)                                |             | Kleindenkmal Nr. 27 (Poppenhausen): Hausheilige Madonna mit Strahlenkranz und Jesuskind | BW |
|                | Lourdesgrotte                  | (Flst.Nr. 21) (Karte)                                                  |             | Kleindenkmal Nr. 28 (Poppenhausen): Lourdesgrotte. | BW |
|                | Mahnmal Innerdeutsche Grenze   | St.-Martins-Weg (Karte)                                                |             | Mahnmal Innerdeutsche Grenze Poppenhausen |    |

### Unterwittighausen
Bau-, Kunst- und Kulturdenkmale in Unterwittighausen mit dem Dorf Unterwittighausen (⊙) und den Wohnplätzen Langenmühle (⊙), Neumühle (Kasparmühle) (⊙) und Bahnstation Wittighausen (⊙):
| Bild           | Bezeichnung                      | Lage                                                                               | Datierung   | Beschreibung | ID                       |
| -------------- | -------------------------------- | ---------------------------------------------------------------------------------- | ----------- | --- | ------------------------ |
|                | Bildstockgehäuse                 | Gewann Am Wiesenweg (Karte)                                                        | 1739        | Kulturdenkmal Nr. 06 (Unterwittighausen): Bildstockgehäuse, 1739 bez. |                          |
|                | Bildstock                        | Gewann Wasserbeet                                                                  |             | Kulturdenkmal Nr. (Unterwittighausen): Neugotischer Bildstock mit Marienkrönung |                          |
|                | Säulenstatue                     | Gewann Ottenbühl (Karte)                                                           | um 1900     | Kulturdenkmal Nr. 29 (Unterwittighausen): Muttergottessäule, um 1900 |                          |
|                | Bildstock                        | Alte Poppenhäuser Straße, Gewann „Unteres Gries“ (Karte)                           | 1601        | Kulturdenkmal Nr. 08 (Unterwittighausen): Bildstockgehäuse, im Volksmund „Pestbildstöckle“ genannt, gestiftet von Benediktus Nolne, Pfarrherr in Wittighausen, und Augustinus Kloos, Pfarrherr in Poppenhausen, im Jahre 1601                                                                         |                          |
|                | Gusseiserner Brunnenstock        | Am Plan (Karte)                                                                    | 19. Jh.     | Kulturdenkmal Nr. 53 (Unterwittighausen): Gusseiserner Brunnenstock mit Trog, 19. Jahrhundert |                          |
|                | Wohnhaus                         | Badersgasse 1 (Karte)                                                              | 1858        | Kulturdenkmal Nr. 13 (Unterwittighausen): Wohnhaus. Massivbau mit Krüppelwalm, Eckquaderung, Gesimsbänder und Madonnennische. Erbauungsstein, 1858 bez. |                          |
| Weitere Bilder | ehem. Bahnhof, heutiges Wohnhaus | Bahnhofstraße 6 (Karte)                                                            | 1865        | Kulturdenkmal Nr. (Unterwittighausen): Empfangsgebäude, zweigeschossiger Hauptbau mit zwei flankierenden Seitenflügeln, symmetrische Gliederung durch Gesimse, Lisenen und profilierte Segmentbogenfenster- und -türen, Hauptbau mit Satteldach und Seitenflügel mit Walmdach, 1865 samt Nebengebäude |                          |
|                | Gusseiserner Brunnenstock        | Froschgasse 20 (Karte)                                                             | 1889        | Kulturdenkmal Nr. 49 (Unterwittighausen): Gusseiserner Brunnenstock mit Steintrog, 1889 |                          |
| Weitere Bilder | Kreuzweg                         | Gewann Holzweg (Karte)                                                             | um 1900     | Kulturdenkmal Nr. 50 (01 bis 14) (Unterwittighausen): Kreuzweg bestehend aus: Gusseiserne neugotische Kreuzwegstationen, um 1900, sowie schlichter Kapellenbau, sog. Waldkapelle, mit Kruzifix, 1842 bez.                                                                                             |                          |
| Weitere Bilder | 1. Kreuzwegstation               | Gewann Holzweg (Karte)                                                             | um 1900     | Kleindenkmal Nr. 50 (01/14) (Unterwittighausen): 1. Kreuzwegstation des vierzehn Stationen umfassenden Kreuzwegs zur Waldkapelle. |                          |
| Weitere Bilder | 2. Kreuzwegstation               | Gewann Holzweg (Karte)                                                             | um 1900     | Kleindenkmal Nr. 50 (02/14) (Unterwittighausen): 2. Kreuzwegstation des vierzehn Stationen umfassenden Kreuzwegs zur Waldkapelle. |                          |
| Weitere Bilder | 3. Kreuzwegstation               | Gewann Holzweg (Karte)                                                             | um 1900     | Kleindenkmal Nr. 50 (03/14) (Unterwittighausen): 3. Kreuzwegstation des vierzehn Stationen umfassenden Kreuzwegs zur Waldkapelle. |                          |
| Weitere Bilder | 4. Kreuzwegstation               | Gewann Holzweg (Karte)                                                             | um 1900     | Kleindenkmal Nr. 50 (04/14) (Unterwittighausen): 4. Kreuzwegstation des vierzehn Stationen umfassenden Kreuzwegs zur Waldkapelle. |                          |
| Weitere Bilder | 5. Kreuzwegstation               | Gewann Holzweg (Karte)                                                             | um 1900     | Kleindenkmal Nr. 50 (05/14) (Unterwittighausen): 5. Kreuzwegstation des vierzehn Stationen umfassenden Kreuzwegs zur Waldkapelle. |                          |
| Weitere Bilder | 6. Kreuzwegstation               | Gewann Holzweg (Karte)                                                             | um 1900     | Kleindenkmal Nr. 50 (06/14) (Unterwittighausen): 6. Kreuzwegstation des vierzehn Stationen umfassenden Kreuzwegs zur Waldkapelle. |                          |
| Weitere Bilder | 7. Kreuzwegstation               | Gewann Holzweg (Karte)                                                             | um 1900     | Kleindenkmal Nr. 50 (07/14) (Unterwittighausen): 7. Kreuzwegstation des vierzehn Stationen umfassenden Kreuzwegs zur Waldkapelle. |                          |
| Weitere Bilder | 8. Kreuzwegstation               | Gewann Holzweg (Karte)                                                             | um 1900     | Kleindenkmal Nr. 50 (08/14) (Unterwittighausen): 8. Kreuzwegstation des vierzehn Stationen umfassenden Kreuzwegs zur Waldkapelle. |                          |
| Weitere Bilder | 9. Kreuzwegstation               | Gewann Holzweg (Karte)                                                             | um 1900     | Kleindenkmal Nr. 50 (09/14) (Unterwittighausen): 9. Kreuzwegstation des vierzehn Stationen umfassenden Kreuzwegs zur Waldkapelle. |                          |
| Weitere Bilder | 10. Kreuzwegstation              | Gewann Holzweg (Karte)                                                             | um 1900     | Kleindenkmal Nr. 50 (10/14) (Unterwittighausen): 10. Kreuzwegstation des vierzehn Stationen umfassenden Kreuzwegs zur Waldkapelle. |                          |
| Weitere Bilder | 11. Kreuzwegstation              | Gewann Holzweg (Karte)                                                             | um 1900     | Kleindenkmal Nr. 50 (11/14) (Unterwittighausen): 11. Kreuzwegstation des vierzehn Stationen umfassenden Kreuzwegs zur Waldkapelle. |                          |
| Weitere Bilder | 12. Kreuzwegstation              | Gewann Holzweg (Karte)                                                             | um 1900     | Kleindenkmal Nr. 50 (12/14) (Unterwittighausen): 12. Kreuzwegstation des vierzehn Stationen umfassenden Kreuzwegs zur Waldkapelle. |                          |
| Weitere Bilder | 13. Kreuzwegstation              | Gewann Holzweg (Karte)                                                             | um 1900     | Kleindenkmal Nr. 50 (13/14) (Unterwittighausen): 13. Kreuzwegstation des vierzehn Stationen umfassenden Kreuzwegs zur Waldkapelle. |                          |
| Weitere Bilder | 14. Kreuzwegstation              | Gewann Holzweg (Karte)                                                             | um 1900     | Kleindenkmal Nr. 50 (14/14) (Unterwittighausen): 14. Kreuzwegstation des vierzehn Stationen umfassenden Kreuzwegs zur Waldkapelle. |                          |
| Weitere Bilder | Kapelle                          | Gewann Holzweg (Karte)                                                             | 1842        | Kulturdenkmal Nr. 44 (Unterwittighausen): Kreuzweg bestehend aus: Gusseiserne neugotische Kreuzwegstationen, um 1900, sowie schlichter Kapellenbau, sog. Waldkapelle, mit Kruzifix, 1842 bez. | Wikidata-Objekt anzeigen |
|                | Schmiedeeiserner Ausleger        | Königstraße 6 (am Gasthof zum Hirschen) (Karte)                                    | 18./19. Jh. | Kulturdenkmal Nr. 48 (Unterwittighausen): Schmiedeeiserner Ausleger, 18./19. Jahrhundert |                          |
|                | Katholische Pfarrkirche          | Königstraße 12 (Karte)                                                             | 1739        | Kulturdenkmal Nr. (Unterwittighausen): Katholische Pfarrkirche Allerheiligen. Barocker Saalbau mit Eingangsturm und eingezogenem Chor, 1739 von Balthasar Neumann |                          |
| Weitere Bilder | Pfarrhaus                        | Königstraße 13 (Karte)                                                             | 1783        | Kulturdenkmal Nr. (Unterwittighausen): Pfarrhof. Pfarrhaus, verputzter Bau mit Halbwalm sowie freigelegtem Fachwerkgiebel und Pfarrscheune mit Halbwalm, 18. Jahrhundert. Hofmauer mit Eingangspfosten und hl. Nepomuk, 1783 bez.                                                                     |                          |
|                | Steinkreuz                       | Königstraße 15 (Karte)                                                             | 1806        | Kulturdenkmal Nr. 30 (Unterwittighausen): Kreuzgruppe, 1806 bez. |                          |
|                | Ehemaliges Rathaus               | Königstraße 15 (Karte)                                                             | 1800        | Kulturdenkmal Nr. (Unterwittighausen): Ehemaliges Rathaus. Massivbau mit Krüppelwalm, Ecklisenen und Gesimsband. Rundbogiges Tor mit Wappen im Keilstein, um 1800. |                          |
|                | Wohnhaus                         | Königstraße 19 (Karte)                                                             | 1887        | Kulturdenkmal Nr. 71 (Unterwittighausen): Wohnhaus. Massivbau in Kopflage mit Eckquaderung, Zahnfries und Madonnennische. Verdachte Fenster und seitlich doppelläufige Freitreppe, 1887 bez.; darin befindet sich: Figur an Hausfassade (Madonnenstatue)                                              |                          |
|                | Mariensäule                      | Königstraße 33 (Karte)                                                             | 1858        | Kulturdenkmal Nr. 26 (Unterwittighausen): Muttergottes, 1858 bez. |                          |
|                | Steinkreuz                       | Krensheimer Straße (Karte)                                                         |             | Kulturdenkmal Nr. 32 (Unterwittighausen): Kreuzgruppe. |                          |
|                | Grabmal                          | bei Krensheimer Straße 15 (Friedhof) (Karte)                                       | 1884        | Kulturdenkmal Nr. 40 (Unterwittighausen): Grabmal Johann Martin Holler, Dekan, gestorben 1884, Buntsandstein |                          |
|                | Bildstock                        | Langenmühlenweg, Gewann Hebert (Karte)                                             | 1885        | Kulturdenkmal Nr. 02 (Unterwittighausen): Doppelbildstock mit Muttergottes und 14 Nothelfern, 1885 bez. |                          |
|                | Bildstock                        | Langenmühlenweg (Karte)                                                            | 1840        | Kulturdenkmal Nr. 04 (Unterwittighausen): Bildstock mit Marienkrönung, 1840 bez. Darunter 14 Nothelfer-Tafel. |                          |
|                | Bildstock                        | Gewann Ober den Tannen (Karte)                                                     | 1864        | Kulturdenkmal Nr. 01 (Unterwittighausen): Bildstock mit 14 Nothelfern, 1864 bez. |                          |
|                | Bildstock                        | Gewann Schleifweg (Karte)                                                          | 1885        | Kulturdenkmal Nr. 10 (Unterwittighausen): Bildstock mit Muttergottes, 1885 bez. |                          |
|                | Steinkreuz                       | bei Wittigostraße 14 (Karte)                                                       | 1885        | Kulturdenkmal Nr. 44 (Unterwittighausen):Kreuzgruppe, um 1900 |                          |
|                | Brunnenstock                     | Wittigostraße, Ecke Höfleinsgasse (Karte)                                          | 19. Jh.     | Kulturdenkmal Nr. 45 (Unterwittighausen):Gusseiserner Brunnenstock mit Schale, 19. Jahrhundert |                          |
|                | Wohnhaus                         | Wittigostraße 6 (Karte)                                                            | 1897        | Kulturdenkmal Nr. 51 (Unterwittighausen): Kauf- und Wohnhaus. Massivbau mit segmentbogiger Durchfahrt, gerahmte Fenster. Heiligennische mit Hl. Wandel, 1897 bez. |                          |
|                | Bildstock                        | Schleifweg (Karte)                                                                 |             | Kulturdenkmal Nr. 03 (Unterwittighausen): Bildstock des Hl. Joseph |                          |
|                | Bildstock                        | Wasserbeet (Gewann) (Karte)                                                        |             | Kulturdenkmal Nr. 05 (Unterwittighausen): Dreifaltigkeit, Am Schaft St. Franziskus, St. Antonius, St. Wendelin |                          |
|                | Bildstock                        | (Karte)                                                                            | 1641        | Kulturdenkmal Nr. 07 (Unterwittighausen): Nischenbildstock mit Rundgiebel und Steinkreuzbekrönt und Gittertürchen.Inschrift: ZU DER EHR GOTTES HAT URBAN SCHENK UND AMSELN HUSEFW DISE BILDTAVEL |                          |
|                | Bildstock                        | Wittigostraße 7 (Karte)                                                            | 1508        | Kulturdenkmal Nr. 09 (Unterwittighausen): STEPHAN HER?EL 1508 |                          |
|                | Figur an Hausfassade             | Froschgasse 3 (Karte)                                                              |             | Kulturdenkmal Nr. 11 (Unterwittighausen): Muttergottes mit dem Jesuskind | BW                       |
|                | Figur an Hausfassade             | Königstraße 1 (Karte)                                                              |             | Kulturdenkmal Nr. 12 (Unterwittighausen): Jesusstatue | BW                       |
|                | Figur an Hausfassade             | Hirschgasse 6 (Karte)                                                              |             | Kulturdenkmal Nr. 14 (Unterwittighausen): Maria mit dem Sternenkranz | BW                       |
|                | Figur an Hausfassade             | Hirschgasse 8 (Karte)                                                              |             | Kulturdenkmal Nr. 15 (Unterwittighausen): Maria mit Jesuskind | BW                       |
|                | Figur an Hausfassade             | Froschgasse 20 (Karte)                                                             |             | Kulturdenkmal Nr. 16 (Unterwittighausen): Maria mit Jesuskind | BW                       |
|                | Figur an Hausfassade             | Alte Poppenhäuser Straße3 (Karte)                                                  |             | Kulturdenkmal Nr. 17 (Unterwittighausen): Antonius-Statue mit Jesus | BW                       |
|                | Figur an Hausfassade             | Königsstraße 21 (Karte)                                                            |             | Kulturdenkmal Nr. 18 (Unterwittighausen): Marienstatue | BW                       |
|                | Figur an Hausfassade             | Kirchgasse 2 (Karte)                                                               |             | Kulturdenkmal Nr. 19 (Unterwittighausen): Maria mit Jesuskind | BW                       |
|                | Figur an Hausfassade             | Am oberen Tor 5 (Karte)                                                            |             | Kulturdenkmal Nr. 20 (Unterwittighausen): Maria mit Jesuskind | BW                       |
|                | Figur an Hausfassade             | Wittigostraße 51 (Karte)                                                           |             | Kulturdenkmal Nr. 21 (Unterwittighausen): Maria mit Jesuskind | BW                       |
|                | Figur an Hausfassade             | Hofstadtstraße 11 (Karte)                                                          |             | Kulturdenkmal Nr. 22 (Unterwittighausen): Lourdesmuttergottes | BW                       |
|                | Figur an Hausfassade             | Hirschgasse 7 (Karte)                                                              |             | Kulturdenkmal Nr. 23 (Unterwittighausen): Maria mit Jesuskind | BW                       |
|                | Figur an Hausfassade             | Wittigostraße 8 (Karte)                                                            |             | Kulturdenkmal Nr. 24 (Unterwittighausen): Josef mit Jesuskind | BW                       |
|                | Figur an Hausfassade             | Froschgasse 7 (Karte)                                                              |             | Kulturdenkmal Nr. 25 (Unterwittighausen): Schwarze Madonna mit Jesuskind | BW                       |
|                | Statue                           | Königstraße 13 (Karte)                                                             |             | Kulturdenkmal Nr. 27 (Unterwittighausen): Nepomuk-Statue | BW                       |
|                | Lourdesgrotte                    | Friedhof (Karte)                                                                   |             | Kulturdenkmal Nr. 28 (Unterwittighausen): Lourdesgrotte |                          |
|                | Steinkreuz                       | Ortsausgang Richtung Bütthard, gegenüber Königstraße 29 / Am unteren Tor 1 (Karte) |             | Kulturdenkmal Nr. 31 (Unterwittighausen): |                          |
|                | Steinkreuz                       | (Karte)                                                                            |             | Kulturdenkmal Nr. 33 (Unterwittighausen): Wittigostraße öffl. Anlage | BW                       |
|                | Steinkreuz                       | Vilchbänder Berg (Karte)                                                           |             | Kulturdenkmal Nr. 34 (Unterwittighausen): | BW                       |
|                | Steinkreuz                       | Friedhof (Karte)                                                                   |             | Kulturdenkmal Nr. 35 (Unterwittighausen): Steinkreuz mit Inschrift: ER STARB DAMIT WIR LEBEN | BW                       |
|                | Kriegerdenkmal                   | Am oberen Tor 2, Gemeindehaus (Karte)                                              |             | Kulturdenkmal Nr. 36 (Unterwittighausen): Kriegerdenkmal. An der Kindertagesstätte befindet sich das Kriegerdenkmal. In einem gepflasterten Kreis steht ein Stein-Soldat auf Wache. Auf einer kleinen Umrandung stehen mehrere Steinkreuze.                                                           | BW                       |
|                | Kriegerdenkmal                   | Am oberen Tor 2, Gemeindehaus (Karte)                                              |             | Kulturdenkmal Nr. 37 (Unterwittighausen): Tafel der gefallenen Soldaten 1. Weltkrieg | BW                       |
|                | Kriegerdenkmal                   | Am oberen Tor 2, Gemeindehaus (Karte)                                              |             | Kulturdenkmal Nr. 38 (Unterwittighausen): Tafel der gefallenen Soldaten 2. Weltkrieg | BW                       |
| Weitere Bilder | Wegmarkierungsstein              | Richtung Bütthard vor Eisenbahnunterführung (Karte)                                |             | Kulturdenkmal Nr. 39 (Unterwittighausen): Wegmarkierungsstein |                          |
|                |                                  |                                                                                    |             | Kulturdenkmal Nr. 41 (Unterwittighausen): |                          |
|                |                                  |                                                                                    |             | Kulturdenkmal Nr. 42 (Unterwittighausen): |                          |
|                |                                  |                                                                                    |             | Kulturdenkmal Nr. 43 (Unterwittighausen): |                          |
|                |                                  |                                                                                    |             | Kulturdenkmal Nr. 46 (Unterwittighausen): |                          |
|                |                                  |                                                                                    |             | Kulturdenkmal Nr. 47 (Unterwittighausen): |                          |
|                | Figur an Hausfassade             | Am Plan 6 (Karte)                                                                  |             | Kulturdenkmal Nr. 52 (Unterwittighausen): Figur an Hausfassade | BW                       |
|                |                                  |                                                                                    |             | Kulturdenkmal Nr. 54 (Unterwittighausen): |                          |
|                |                                  |                                                                                    |             | Kulturdenkmal Nr. 55 (Unterwittighausen): |                          |
|                |                                  |                                                                                    |             | Kulturdenkmal Nr. 56 (Unterwittighausen): |                          |
|                |                                  |                                                                                    |             | Kulturdenkmal Nr. 57 (Unterwittighausen): |                          |
|                |                                  |                                                                                    |             | Kulturdenkmal Nr. 58 (Unterwittighausen): |                          |
|                | Dorfmühlenkapelle                | Wittigostraße 9 (Karte)                                                            |             | Kulturdenkmal Nr. 59 (Unterwittighausen): Sog. Dorfmühlenkapelle. |                          |
|                |                                  |                                                                                    |             | Kulturdenkmal Nr. 60 (Unterwittighausen): |                          |
|                |                                  |                                                                                    |             | Kulturdenkmal Nr. 61 (Unterwittighausen): |                          |
|                |                                  |                                                                                    |             | Kulturdenkmal Nr. 62 (Unterwittighausen): |                          |
|                |                                  |                                                                                    |             | Kulturdenkmal Nr. 63 (Unterwittighausen): |                          |
|                |                                  |                                                                                    |             | Kulturdenkmal Nr. 64 (Unterwittighausen): |                          |
|                |                                  |                                                                                    |             | Kulturdenkmal Nr. 65 (Unterwittighausen): |                          |
|                |                                  |                                                                                    |             | Kulturdenkmal Nr. 66 (Unterwittighausen): |                          |
|                |                                  |                                                                                    |             | Kulturdenkmal Nr. 67 (Unterwittighausen): |                          |
|                |                                  |                                                                                    |             | Kulturdenkmal Nr. 68 (Unterwittighausen): |                          |
|                |                                  |                                                                                    |             | Kulturdenkmal Nr. 69 (Unterwittighausen): |                          |
|                |                                  |                                                                                    |             | Kulturdenkmal Nr. 70 (Unterwittighausen): |                          |
|                | Figur an Hausfassade             | Wittigostraße 10 (Karte)                                                           |             | Kulturdenkmal Nr. 72 (Unterwittighausen): Madonna mit Krone und Zepter, Jesuskind mit Weltkugel, Inschrift: Oh Maria hilf uns | BW                       |
|                |                                  |                                                                                    |             | Kulturdenkmal Nr. 73 (Unterwittighausen): |                          |
|                | Figur an Hausfassade             | Alte Poppenhäuser Straße 16 (Karte)                                                |             | Kulturdenkmal Nr. 74 (Unterwittighausen): Madonna mit Krone und Zepter, Jesuskind mit Weltkugel | BW                       |
|                |                                  |                                                                                    |             | Kulturdenkmal Nr. 75 (Unterwittighausen): |                          |
|                |                                  |                                                                                    |             | Kulturdenkmal Nr. 76 (Unterwittighausen): |                          |
|                | Figur an Hausfassade             | Wittigostraße 7 (Karte)                                                            |             | Kulturdenkmal Nr. 77 (Unterwittighausen): Wird restauriert | BW                       |
|                | Figur an Hausfassade             | Effelterstraße 5 (Karte)                                                           |             | Kulturdenkmal Nr. 78 (Unterwittighausen): Maria zertritt die Schlange mit dem Fuß | BW                       |
|                | Figur an Hausfassade             | Wittigostraße Wirtschaftsgebäude (Karte)                                           |             | Kulturdenkmal Nr. 79 (Unterwittighausen): Hl. Wendelin mit Tasche,Stab,Schaf u Hund | BW                       |
|                | Figur an Hausfassade             | Wittigostraße 4 (Karte)                                                            |             | Kulturdenkmal Nr. 80 (Unterwittighausen): Jesus der gute Hirt | BW                       |
|                | Figur an Hausfassade             | Froschgasse 14 (Karte)                                                             |             | Kulturdenkmal Nr. 81 (Unterwittighausen): Herz-Jesu-Statue | BW                       |
|                | Figur an Hausfassade             | Martin-Michel-Straße 29 (Karte)                                                    |             | Kulturdenkmal Nr. 82 (Unterwittighausen): Madonna mit Jesuskind | BW                       |
|                | Figur an Hausfassade             | Alte Poppenhäuser Straße 26 (Karte)                                                |             | Kulturdenkmal Nr. 83 (Unterwittighausen): Madonna mit Krone und Zepter und Jesuskind | BW                       |
|                | Marienschrein an Hausfassade     | Königsstraße 23 (Karte)                                                            |             | Kulturdenkmal Nr. 84 (Unterwittighausen): Herz Jesu Statue | BW                       |
|                | Figur an Hausfassade             | Krenzheimer Straße 4 (Karte)                                                       |             | Kulturdenkmal Nr. 85 (Unterwittighausen): Madonna mit Jesuskind Holz | BW                       |

### Vilchband
Bau-, Kunst- und Kulturdenkmale in Vilchband (⊙):
| Bild           | Bezeichnung                     | Lage                                                                                                   | Datierung   | Beschreibung | ID |
| -------------- | ------------------------------- | --- | ----------- | --- | -- |
|                | Pfarrhaus                       | Am Kirchberg 2 (Karte)                                                                                 | 1674        | Kulturdenkmal Nr. 40 (Vilchband): Katholisches Pfarrhaus. Massivbau in Hanglage mit Walmdach. Rundbogige Hofdurchfahrt, doppelläufige Freitreppe, Portal mit Oberlicht. Wappenstein und Chronogrammkartusche, 1674; in der Gartenmauer Kreuzsteine, 1604 und 1607 bez.; ummauerter Pfarrgarten. |    |
|                | Quelleinfassung                 | bei Am Kirchberg 2 (Flst.Nr. 117) (Karte)                                                              | 1563        | Kulturdenkmal Nr. 43 (Vilchband): Quelle mit Quelleinfassung, bez. 1563 | BW |
|                | Katholische Pfarrkirche         | bei Am Kirchberg 4 (Karte)                                                                             | 1753        | Kulturdenkmal Nr. 35 (Vilchband): Katholische Pfarrkirche St. Gumbert und St. Regiswindis; Barocker Saalbau mit Eingangsturm und polygonalem Chor, 1753 bez. |    |
|                | Kriegerdenkmal                  | bei Am Kirchberg 4 (am Friedhof)                                                                       |             | Kriegerdenkmal Erster und Zweiter Weltkrieg. Auf dem Friedhof befindet sich das Kriegerdenkmal. Ein großes Steinkreuz mit Christusbildnis. Links daneben vier namensplatten aus Stein, sowie eine Steinplatte mit herausgearbeitetem, nach unten zeigendem, Schwert. Davor ein kleiner Steinaltar mit herausgearbeiteter Inschrift.Auf dem Friedhof befindet sich das Kriegerdenkmal. Ein großes Steinkreuz mit Christusbildnis. Links daneben vier namensplatten aus Stein, sowie eine Steinplatte mit herausgearbeitetem, nach unten zeigendem, Schwert. Davor ein kleiner Steinaltar mit herausgearbeiteter Inschrift. |    |
|                | Kriegerdenkmal                  | bei Am Kirchberg 4 (am Friedhof)                                                                       |             | Kriegerdenkmal. Kriegergedenktafel Zweiter Weltkrieg. |    |
| Weitere Bilder | Kreuzwegstation                 | bei Am Kirchberg 4 (am Friedhof) (Karte)                                                               | 1899        | Kulturdenkmal Nr. 44 (01–14) (Vilchband): Gusseiserne Kreuzwegstationen, 1899 bez. |    |
| Weitere Bilder | 1. Kreuzwegstation              | Bei Am Kirchberg 4 (am Friedhof) (Karte)                                                               | 1899        | Kulturdenkmal Nr. 44 (01/14) (Vilchband): 1. Kreuzwegstation des vierzehn Stationen umfassenden Kreuzwegs. |    |
| Weitere Bilder | 2. Kreuzwegstation              | Bei Am Kirchberg 4 (am Friedhof) (Karte)                                                               | 1899        | Kulturdenkmal Nr. 44 (02/14) (Vilchband): 2. Kreuzwegstation des vierzehn Stationen umfassenden Kreuzwegs. |    |
| Weitere Bilder | 3. Kreuzwegstation              | Bei Am Kirchberg 4 (am Friedhof) (Karte)                                                               | 1899        | Kulturdenkmal Nr. 44 (03/14) (Vilchband): 3. Kreuzwegstation des vierzehn Stationen umfassenden Kreuzwegs. |    |
| Weitere Bilder | 4. Kreuzwegstation              | Bei Am Kirchberg 4 (am Friedhof) (Karte)                                                               | 1899        | Kulturdenkmal Nr. 44 (04/14) (Vilchband): 4. Kreuzwegstation des vierzehn Stationen umfassenden Kreuzwegs. |    |
| Weitere Bilder | 5. Kreuzwegstation              | Bei Am Kirchberg 4 (am Friedhof) (Karte)                                                               | 1899        | Kulturdenkmal Nr. 44 (05/14) (Vilchband): 5. Kreuzwegstation des vierzehn Stationen umfassenden Kreuzwegs. |    |
| Weitere Bilder | 6. Kreuzwegstation              | Bei Am Kirchberg 4 (am Friedhof) (Karte)                                                               | 1899        | Kulturdenkmal Nr. 44 (06/14) (Vilchband): 6. Kreuzwegstation des vierzehn Stationen umfassenden Kreuzwegs. |    |
| Weitere Bilder | 7. Kreuzwegstation              | Bei Am Kirchberg 4 (am Friedhof) (Karte)                                                               | 1899        | Kulturdenkmal Nr. 44 (07/14) (Vilchband): 7. Kreuzwegstation des vierzehn Stationen umfassenden Kreuzwegs. |    |
| Weitere Bilder | 8. Kreuzwegstation              | Bei Am Kirchberg 4 (am Friedhof) (Karte)                                                               | 1899        | Kulturdenkmal Nr. 44 (08/14) (Vilchband): 8. Kreuzwegstation des vierzehn Stationen umfassenden Kreuzwegs. |    |
| Weitere Bilder | 9. Kreuzwegstation              | Bei Am Kirchberg 4 (am Friedhof) (Karte)                                                               | 1899        | Kulturdenkmal Nr. 44 (09/14) (Vilchband): 9. Kreuzwegstation des vierzehn Stationen umfassenden Kreuzwegs. |    |
| Weitere Bilder | 10. Kreuzwegstation             | Bei Am Kirchberg 4 (am Friedhof) (Karte)                                                               | 1899        | Kulturdenkmal Nr. 44 (10/14) (Vilchband): 10. Kreuzwegstation des vierzehn Stationen umfassenden Kreuzwegs. |    |
| Weitere Bilder | 11. Kreuzwegstation             | Bei Am Kirchberg 4 (am Friedhof) (Karte)                                                               | 1899        | Kulturdenkmal Nr. 44 (11/14) (Vilchband): 11. Kreuzwegstation des vierzehn Stationen umfassenden Kreuzwegs. |    |
| Weitere Bilder | 12. Kreuzwegstation             | Bei Am Kirchberg 4 (am Friedhof) (Karte)                                                               | 1899        | Kulturdenkmal Nr. 44 (12/14) (Vilchband): 12. Kreuzwegstation des vierzehn Stationen umfassenden Kreuzwegs. |    |
| Weitere Bilder | 13. Kreuzwegstation             | Bei Am Kirchberg 4 (am Friedhof) (Karte)                                                               | 1899        | Kulturdenkmal Nr. 44 (13/14) (Vilchband): 13. Kreuzwegstation des vierzehn Stationen umfassenden Kreuzwegs. |    |
| Weitere Bilder | 14. Kreuzwegstation             | Bei Am Kirchberg 4 (am Friedhof) (Karte)                                                               | 1899        | Kulturdenkmal Nr. 44 (14/14) (Vilchband): 14. Kreuzwegstation des vierzehn Stationen umfassenden Kreuzwegs. |    |
|                | Bildstock                       | hinter Am Kirchberg 4 (Karte)                                                                          | 1700        | Kulturdenkmal Nr. 07 (Vilchband): Bildstockgehäuse, 1700 bez. |    |
| Weitere Bilder | Schul- und Rathaus              | hinter Am Kirchberg 7 (Karte)                                                                          | 1838        | Kulturdenkmal Nr. 34 (Vilchband): Schul- und Rathaus. Massivbau mit doppelläufiger Freitreppe und Schmuckportal, 1838 bez. |    |
|                | Sühnekreuz                      | bei Am Weiher 2 (an Mauer) (Karte)                                                                     | 1548        | Kulturdenkmal Nr. 42 (Vilchband): Eingemauertes Sühnekreuz, 1548 Hans Marckqurt (sic !) bez. |    |
|                | Sühnekreuz                      | Gewann Bowieser Weg (Karte)                                                                            | 1908        | Kulturdenkmal Nr. 32 (Vilchband): Kruzifix, 1908 bez. | BW |
|                | Ortsmauer und Portal            | Friedhofstraße (Flst.Nr. 123) (Karte)                                                                  | 16./17. Jh. | Kulturdenkmal Nr. 37 (Vilchband): Reste der Ortsmauer, wohl 16./17. Jahrhundert; geohrtes Portal, AASS bez. |    |
|                | Wohnhaus                        | Hauptstraße 10 (Karte)                                                                                 | 1839        | Kulturdenkmal Nr. 46 (Vilchband): Massivbau mit gequaderten Eckpilastern, Gesimsbänder, 1839 bez.; eingemauertes Kruzifix |    |
|                | Wohnhaus                        | Hauptstraße 13 (Karte)                                                                                 | 1832        | Kulturdenkmal Nr. 38 (Vilchband): Wohnhaus, Putzbau mit gerahmten Fenstern mit Keilsteinen. Hofmauer mit überdachtem Tor und spitzbogigem Nebeneingang, 1832 bez. |    |
|                | Wohnhaus                        | Hauptstraße 15 (Karte)                                                                                 | 19. Jh.     | Kulturdenkmal Nr. 39 (Vilchband): Wohnhaus, teilweise verschieferter Putzbau mit Krüppelwalm, Fenster mit Keilsteinen; seitlich Portal mit Oberlicht; 1. Hälfte 19. Jahrhundert. |    |
|                | Brunnen                         | gegenüber Hauptstraße 17 (Karte)                                                                       | 19. Jh.     | Kulturdenkmal Nr. 48 (Vilchband): Ehemaliger Brunnen. Gusseiserner Brunnenstock mit Steintrog, 19. Jahrhundert. |    |
|                | Wohnhaus                        | Hauptstraße 20 (Karte)                                                                                 | 19. Jh.     | Kulturdenkmal Nr. 22 (Vilchband): Wohnhaus, Putzbau in Ecklage, Eckquaderung, segmentbogige Fenster, Weinlaubfries, Hausmadonna mit schmiedeeiserner Ampel, 2. Hälfte 19. Jahrhundert. |    |
|                | Steinkreuz                      | bei Hauptstraße 34 (Karte)                                                                             | 1879        | Kulturdenkmal Nr. 31 (Vilchband): Kreuzgruppe, 1879. |    |
|                | Bildstock                       | bei Hauptstraße 37 (Karte)                                                                             | 1800        | Kulturdenkmal Nr. 04 (Vilchband): Doppelbildstock, Marienkrönung und Taufe Christi, um 1800. | BW |
|                | Kapelle                         | Schulstraße 6 (Karte)                                                                                  | 1883        | Kulturdenkmal Nr. 36 (Vilchband): Alte Kapelle, schlichter Putzbau, 1883 bez.; Bezeichnung „Alte Kapelle“ in Abgrenzung zur „Neuen Kapelle“ in Vilchband. |    |
|                | Bildstock                       | Gewann Burg, an der K 2801 Vilchband nach Unterwittighausen (Karte)                                    |             | Kulturdenkmal Nr. 01 (Vilchband): Maria Königin des Friedens Schenke der ganzen Welt den Frieden. | BW |
|                | Bildstock                       | Gewann Rötten, Wittighäuser Weg, an der K 2801 Vilchband nach Unterwittighausen, Kemmer Ludwig (Karte) | 1847        | Kulturdenkmal Nr. 02 (Vilchband): Bildstock mit 14 Nothelfern, 19. Jahrhundert. Zur Ehren der Nothelfer hat Johann Derr und Brigitte, seine Ehefrau, dieses Bild errichten lassen 1847. | BW |
|                | Bildstock                       | Hauptstraße 14, Weber Heinz (Karte)                                                                    | 1925        | Kulturdenkmal Nr. 03 (Vilchband): 1925 bez. | BW |
|                | Bildstock                       | Hüttenberg (Gewann), Nähe K 2801 - K 2804 (Karte)                                                      | 1743        | Kulturdenkmal Nr. 05 (Vilchband): Bildstock mit Kreuzgruppe, 1743 bez., Johann Hoffmann u Ehefrau Cristina, 3. Aug. 1743. | BW |
|                | Bildstock                       | Am Kirchberg 4 (bei), Parkplatz Kirche (Karte)                                                         | 1754        | Kulturdenkmal Nr. 06 (Vilchband): Bildstock mit Pietà, 1754 bez. | BW |
|                | Bildstock                       | Gewann An der Stieg, Verlängerung Schulstraße, Heinz Weber (Karte)                                     | 1754        | Kulturdenkmal Nr. 08 (Vilchband): Maria mit dem Jesuskind mit der Inschrift: Dreimal wunderbare Mutter u Königin von Schönstatt, Bitte für uns, Segne die ganze Welt 1754. | BW |
|                | Figur an Hausfassade            | Baulandstraße 12,Klaus Lutz (Karte)                                                                    |             | Kulturdenkmal Nr. 09 (Vilchband): Predigende Jesusfigur. Muschelkalk. | BW |
|                | Figur an Hausfassade            | Hauptstraße 2 (Karte)                                                                                  |             | Kulturdenkmal Nr. 10 (Vilchband): Herz Jesus Figur. Muschelkalk. | BW |
|                | Figur an Hausfassade            | Hauptstraße 6, Neckermann Armin (Karte)                                                                |             | Kulturdenkmal Nr. 11 (Vilchband): Herz Jesus Figur. | BW |
|                | Figur an Hausfassade            | Am Kirchberg 1, Berthold Dissinger (Karte)                                                             |             | Kulturdenkmal Nr. 12 (Vilchband): Heiliger Josef mit dem Jesuskind. | BW |
|                | Figur an Hausfassade            | Hauptstraße 8, Josef Götzv (Karte)                                                                     |             | Kulturdenkmal Nr. 13 (Vilchband): Figur an Hausfassade. | BW |
|                | Figur an Hausfassade            | Hauptstraße 12, Englert Karl (Karte)                                                                   |             | Kulturdenkmal Nr. 14 (Vilchband): Herz-Marien-Figur. | BW |
|                | Figur an Hausfassade            | Hauptstraße 14, Weber Heinz (Karte)                                                                    |             | Kulturdenkmal Nr. 15 (Vilchband): Herz-Jesu-Figur. | BW |
|                | Figur an Hausfassade            | Hauptstraße 11, Erwin Baumeister (Karte)                                                               |             | Kulturdenkmal Nr. 16 (Vilchband): Hl. Mutter Anna. | BW |
|                | Figur an Hausfassade            | Hauptstraße 16, Weber Michael (Karte)                                                                  |             | Kulturdenkmal Nr. 17 (Vilchband): Imaculata mit Jesuskind. | BW |
|                | Figur an Hausfassade            | Hauptstraße 17, Alois Baumeister (Karte)                                                               |             | Kulturdenkmal Nr. 18 (Vilchband): Heilige Familie. | BW |
|                | Figur an Hausfassade            | Hauptstraße 21, Reinhold Englert (Karte)                                                               |             | Kulturdenkmal Nr. 19 (Vilchband): Maria mit dem Jesukind. Holz. | BW |
|                | Figur an Hausfassade            | Hauptstraße 23, Roland Endres (Karte)                                                                  |             | Kulturdenkmal Nr. 20 (Vilchband): Hl. Monika. | BW |
|                | Figur an Hausfassade            | Baulandstraße 29, Werner Mark (Karte)                                                                  |             | Kulturdenkmal Nr. 21 (Vilchband): Herz-Marien-Figur. Buntsandstein. | BW |
|                | Figur an Hausfassade            | Hauptstraße 20, Inge Kuhn (Karte)                                                                      |             | Kulturdenkmal Nr. 23 (Vilchband): Marienstatue. | BW |
|                | Lourdesgrotte                   | Schmiedsgasse 17, Alois Baumeister (Karte)                                                             |             | Kulturdenkmal Nr. 24 (Vilchband): Nischenstein an Treppe mit Lourdesgrotte und Marie. | BW |
|                | Figur an Hausfassade            | Ehem. Pfarrhausgarten (Karte)                                                                          |             | Kulturdenkmal Nr. 25 (Vilchband): Nische in Mauer mit Marienfigur | BW |
|                | Kriegerdenkmal, Toten-Gedenkmal | Hagwald (Karte)                                                                                        |             | Kulturdenkmal Nr. 26 (Vilchband): Toten-Gedenkmal. Missionskreuz und Soldatengräber bei Vilchband. Am Nordrand des Hagwaldes Nähe Gemeindeverbindungsweg Vilchband - Bütthard. |    |
|                | Mariensäule                     | Ehem. Pfarrhausgarten (Karte)                                                                          |             | Kulturdenkmal Nr. 27 (Vilchband): | BW |
|                | Mariensäule                     | (Flst.Nr. 297) (Karte)                                                                                 |             | Kulturdenkmal Nr. 28 (Vilchband): Aufschrift: Königin des Friedens bitte für uns | BW |
|                | Figur an Hausfassade            | (Flst.Nr. 133) (Karte)                                                                                 |             | Kulturdenkmal Nr. 29 (Vilchband): | BW |
|                | Mariensäule, Immaculata         | Gewann See, Gemeindeverbindungsweg Vilchband - Bütthard (Flst.Nr. 2.511) (Karte)                       | 18. Jh.     | Kulturdenkmal Nr. 30 (Vilchband): Mariensäule. Madonnenstatue. Immaculata auf hohem Sockel von Van der Auwers, 18. Jahrhundert. | BW |
|                | Steinkreuz                      | Gewann Rötten (Flst.Nr. 2.488), Nähe K 2801 Vilchband - Wittighausen (Karte)                           |             | Kulturdenkmal Nr. 33 (Vilchband): Steinkreuz ohne Figur dafür Kreuzigungssymbohle. | BW |
| Weitere Bilder | Kapelle                         | Hauptstraße 1 (K 2801) (Flst.Nr. 2.551) (Karte)                                                        |             | Kulturdenkmal Nr. 41 (Vilchband): Wegkapelle, sog. Neue Kapelle. Bezeichnung „Neue Kapelle“ in Abgrenzung zur „Alten Kapelle“ in Vilchband. Kapelle mit Lourdesgrotte um 1900 abgebrochen. 1985 neue Kapelle am alten Standort errichtet. |    |
|                |                                 | |             | Kulturdenkmal Nr. 45 (Vilchband): |    |
|                |                                 | |             | Kulturdenkmal Nr. 47 (Vilchband): |    |
|                |                                 | |             | Kulturdenkmal Nr. 49 (Vilchband): |    |
| Weitere Bilder | Lourdesgrotte                   | Friedhof (Karte)                                                                                       |             | Kulturdenkmal Nr. 50 (Vilchband): |    |
|                | Hauswappen                      | Am Kirchberg 3 (Karte)                                                                                 |             | Kulturdenkmal Nr. 51 (Vilchband): Keilstein am Brunnen im Hof | BW |
|                | Hauswappen                      | Am Kirchberg 2,Pfarrgarten (Karte)                                                                     |             | Kulturdenkmal Nr. 52 (Vilchband): Geohrte Pforte im Pfarrgarten | BW |
|                | Brunnen                         | Kreuzung Hauptstraße - Baulandstraße (Karte)                                                           | ~ 1893      | Kulturdenkmal Nr. 53 (Vilchband): Brunnentrog m. schmiedeeisernem Hahn evtl. 1893 | BW |
|                |                                 | |             | Kulturdenkmal Nr. 54 (Vilchband): |    |
|                |                                 | |             | Kulturdenkmal Nr. 55 (Vilchband): |    |
|                |                                 | |             | Kulturdenkmal Nr. 56 (Vilchband): |    |
|                | Figur an Hausfassade            | Baulandstraße 6 (Karte)                                                                                |             | Kulturdenkmal Nr. 57 (Vilchband): Lourdesmuttergottes | BW |